# Загальноосвітня школа № 2 (Боярка)
Боярська школа № 2 — загальноосвітня школа, яка розташована в Боярці. 
Будівля школи є пам'яткою архітектури.

## Історія школи
- 1911 р. до 1917 р. у цьому приміщенні містився притулок.
- У 1921 р. в будинку школи жили комсомольці, які прокладали вузькоколійку до лісозаготівель, рятуючи від холоду киян. Микола Островський, один з учасників її будівництва, у книзі «Як гартувалась сталь» присвятив Боярці кілька розділів.
- До 1924 р. в ній функціонував штаб будаївських комсомольців.
- Тільки в 1924 р. приміщення повністю передано освітньому закладу.
- З 1921 р. до 1960 р. була залізничною школою № 18 Південно-Західної залізниці.
- У 1941 — 1943 рр. в школі був німецький шпиталь і склад.
- У 1943 р., після звільнення Боярки, деякий час у ньому був радянський шпиталь, потім знову запрацювала школа.
- З листопада 1960 р. — підпорядкована Міністерству освіти України.
- У 2011 році Боярській середній школі № 2 — 100 років. Вона є одною з найдавніших у Києво-Святошинському районі.

Історія боярської ЗОШ №2
З 1 грудня 2008 р. школу очолює Савицька М. О. — вчитель — методист. У школі 21 вчитель має вищу категорію, 8 — старших вчителів, 6 — вчителів-методистів, 1 — заслужений вчитель України. Працюють хореографічний, драматичний, краєзнавчий гуртки, спортивні секції, студія образотворчого мистецтва. 
7 лютого 2009 року школа презентувала шкільну символіку: Прапор, Герб, Гімн. Також 7 лютого відзначається День Прапора школи.

## Випускники школи
Серед випускників школи є вчителі, лікарі, інженери, вчені, робітники різних професій, військові:
- О. Б. Подвойській — учасник двох війн, воєнний аташе;
- А. В. Шматко — учасник Німецько-радянської війни, кадровий військовий, нагороджений 8 орденами, зокрема й орденом Мужності (Росія);
- В. Гончаренко — учасник Німецько-радянської війни, співак, журналіст, багаторазовий чемпіон СРСР з планерного спорту, автор книжок про планери;
- К. Левицький — Заслужений вчитель України;
- А. Чайковський — контрадмірал, депутат Державної Думи Росії Першого скликання;
- О. Л. Нечипоренко — Заслужений юрист України, депутат Верховної Ради України першого скликання, член Вищої ради юстиції України;
- Н. Ф. Харчук — Заслужений журналіст України, неодноразовий депутат Місцевої ради;
- В. Пєтухов — Заслужений артист України, актор театру ім. І. Франка;
- В. Колодяжний — Заслужений журналіст України;
- М. П. Тронько — академік, директор інституту ендокринології.

У 2001 році в школі відкрито музей її історії. Вийшла з друку книга «Пам'ять серця», автор-упорядник — Заслужений вчитель України Януш Альбіна Петрівна.